# Palaeoendomychus gymnus
Palaeoendomychus gymnus là một loài bọ cánh cứng trong họ Trogossitidae. Loài này được Zhang miêu tả khoa học năm 1992.